# Chun kuk do
Chun kuk do (Hangul:: 춘곡도; hanja: 春谷道, CKD) é uma arte marcial híbrida que combina diversos elementos de tangsudo, taekwondo, jiu-jitsu brasileiro, wrestling, muay thai, shodokan, dentre outras. Foi criada e ensinada pela primeira vez pelo campeão mundial de karate e ator norte-americano Chuck Norris.
Após utilizar um grande número de nomes como American Tang Soo Do, Chuck Norris Karate System, e Chuck Norris System, O nome atual foi adotado em 1990. "Chun Kuk Do" significa, em coreano, "O Caminho universal"

## Sistema de faixas
| Branca            |
| Amarela           |
| Roxa              |
| Laranja           |
| Azul              |
| Verde             |
| Vermelha          |
| Preta (10 niveis) |